# القسطانة
القُسطانة هي عاصمة بلدية كامبو دي يوسو في قنطبرية بإسبانيا. كان عدد سكانها 88 نسمة ( INE ) في عام 2021. تقع المدينة على ارتفاع 851 مترًا فوق مستوى سطح البحر وتبعد 75 كيلومترًا عن شننت أندر ، عاصمة قنطبرية.